# Quỹ tích
Quỹ tích (Tiếng Anh: Locus/ Tiếng Hán:軌跡) là một tập hợp các điểm trong không gian, thỏa mãn một tính chất, thuộc tính nào đó.
Các loại quỹ tích cơ bản (trong mặt phẳng):
- Tập hợp các điểm gồm hai điểm A, B và tất cả những điểm nằm giữa A và B là đoạn thẳng AB.
- Tập hợp các điểm cách đều hai điểm cố định là đường trung trực của đoạn thẳng nối hai điểm ấy.
- Tập hợp các điểm cách đều hai cạnh của một góc là tia phân giác của góc đó.

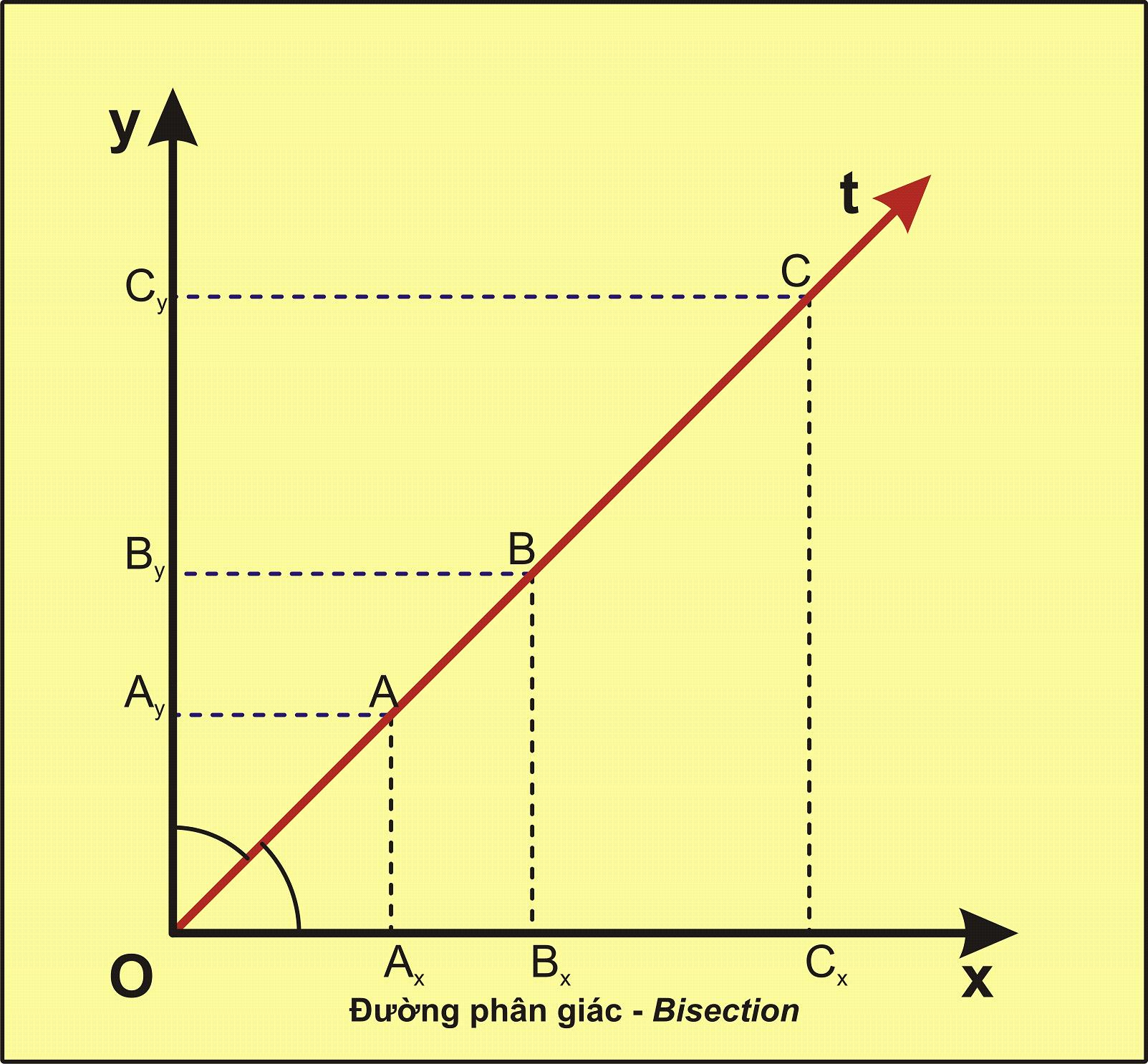
Phân giác Ot của góc xOy

- Tập hợp các điểm cách đường thẳng d một khoảng bằng L là hai đường thẳng song song với d và cách d một khoảng bằng L.
- Tập hợp các điểm cách điểm cố định O một khoảng bằng r là đường tròn tâm O, bán kính r trong mặt phẳng và là mặt cầu tâm O, bán kính r trong không gian ba chiều.
- Tập hợp các điểm M tạo thành với hai đầu mút của đọan thẳng AB cho trước một góc AMB có số đo bằng α không đổi là hai cung tròn đối xứng nhau qua AB (gọi là cung tròn chứa góc α vẽ trên đọan AB).
  - Đặc biệt: Tập hợp các điểm luôn nhìn hai điểm cố định A, B dưới một góc vuông là đường tròn đường kính AB.
- Tập hợp các điểm nằm sau một đường thẳng là một nửa mặt phẳng bờ là đường thẳng đó.
- Tập hợp các cặp điểm đối xứng nhau qua một đường thẳng là mặt phẳng chứa đường thẳng đó.
- Tập hợp các điểm trong mặt phẳng có tổng khoảng cách tới hai điểm cố định cho trước (nằm trong mặt phẳng đó) là đường elíp nhận hai điểm cố định đó là tiêu điểm; trong không gian ba chiều là mặt Ellipsoid tròn xoay

|  |  |

- Tập hợp các điểm cách đều một điểm và một đường thẳng cố định là đường Parabol trong mặt phẳng đi qua điểm và đường cố định đó; trong không gian ba chiều, là mặt Paraboloid tròn xoay

Đường Parabol
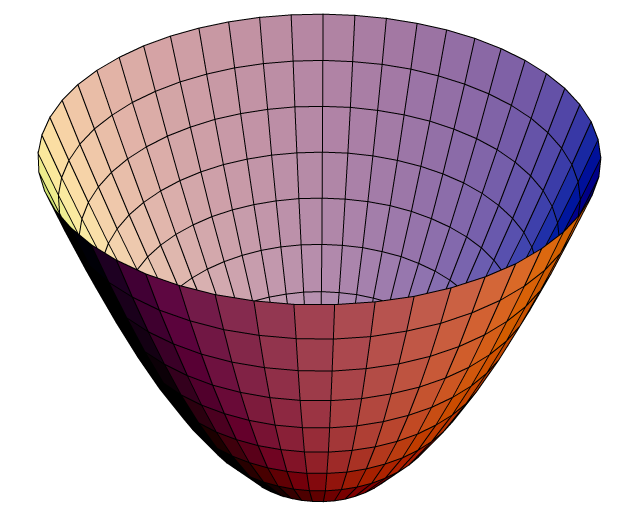
Paraboloid tròn xoay

- Tập hợp các điểm trong mặt phẳng có trị tuyệt đối của hiệu khoảng cách tới hai điểm cố định cho trước (nằm trong mặt phẳng đó) là đường hyperbol nhận hai điểm cố định đó là tiêu điểm